# Operación Trojan Shield
La Operación Trojan Shield  (estilizado como TRØJAN SHIELD)) fue una colaboración de fuerzas de seguridad de varios países que se llevó a cabo entre 2018 y 2021, interceptando millones de mensajes enviados a través de la supuestamente segura aplicación de mensajería móvil ANOM (estilizado como AN0M o ANØM). La aplicación fue distribuida de forma encubierta por la Oficina Federal de Investigaciones (FBI) de los Estados Unidos y la Policía Federal de Australia, junto con las fuerzas de seguridad de otros países que se unieron más tarde. La aplicación ANOM fue ampliamente utilizada por los delincuentes, pero, en lugar de permitir una comunicación segura, en realidad permitió a las fuerzas del orden controlar todas las comunicaciones. La información recopilada a través de esta operación encubierta resultó en el enjuiciamiento de cientos de sospechosos presuntamente involucrados en actividades delictivas. Más de 800 personas fueron arrestadas en 16 países diferentes. El FBI nombró la operación como Operación Trojan Shield, y la policía australiana le dio el nombre de Operación Ironside.

## Contexto
El cierre de la empresa canadiense de mensajería segura Phantom Secure en marzo de 2018 dejó a los narcotraficantes internacionales en la necesidad de un sistema alternativo para la comunicación segura. Casi al mismo tiempo, la sucursal del FBI en San Diego había estado trabajando con un individuo que había estado desarrollando un dispositivo encriptado de "próxima generación" para uso de redes criminales. La persona enfrentaba cargos y cooperó con el FBI a cambio de una sentencia reducida. El individuo se ofreció a desarrollar ANOM y luego distribuirlo a los delincuentes a través de sus redes.
Los primeros dispositivos de comunicación con ANOM fueron ofrecidos por este informante a tres ex distribuidores de Phantom Secure en octubre de 2018.
El FBI también negoció con un tercer país (sin nombre) para establecer una interceptación de comunicaciones, pero con base en una orden judicial que permitió pasar la información al FBI. Desde octubre de 2019, las comunicaciones de ANOM se han transmitido al FBI desde este tercer país.

## Distribución y uso

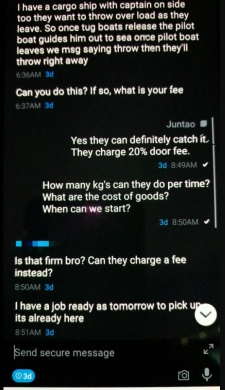
Captura de pantalla de la aplicación ANOM.

Los dispositivos ANOM consistían en una aplicación de mensajería especialmente modificada para deshabilitar funciones normales como telefonía de voz, correo electrónico o servicios de ubicación. Después de comprobar que las funciones normales estaban deshabilitadas, las aplicaciones de mensajería instaladas en los teléfonos se comunicaron entre sí a través de servidores proxy supuestamente seguros. Todos los mensajes enviados por los teléfonos se copiaron a servidores controlados por la Oficina Federal de Investigaciones (FBI) de los Estados Unidos y se descifraron utilizando una clave privada adjunta al mensaje, a diferencia de las fuerzas de seguridad que tienen acceso remoto a los dispositivos. Los dispositivos también tenían un número de identificación fijo asignado a cada usuario, lo que permitía que los mensajes del mismo usuario se conectaran entre sí.
Había alrededor de 50 dispositivos distribuidos en Australia para pruebas beta desde octubre de 2018. Las comunicaciones interceptadas mostraron que todos los dispositivos se utilizaron para actividades delictivas, principalmente por bandas del crimen organizado.
Tras un comienzo lento, la tasa de distribución de ANOM aumentó desde mediados de 2019. En octubre de 2019, había varios cientos de usuarios. Para mayo de 2021, había 11.800 dispositivos con ANOM instalado, de los cuales alrededor de 9.000 estaban en uso. Nueva Zelanda tenía 57 usuarios de la aplicación ANOM. La policía sueca tuvo acceso a conversaciones de 1.600 usuarios, de los cuales 600 usuarios fueron objetivo de vigilancia. Europol declaró que se recopilaron 27 millones de mensajes de dispositivos ANOM en más de 100 países.
En marzo de 2021, un usuario anónimo de WordPress, canyouguess67, declaró que la aplicación era una «estafa», exponiendo las conexiones que ésta hacía a servidores y empresas de Google en Australia y Estados Unidos, países que forman parte de la alianza de inteligencia Five Eyes. Además, una orden para acceder a un servidor en un país no revelado expiró el 7 de junio.

## Arrestos y reacciones
La operación encubierta culminó con la ejecución simultánea de órdenes de registro en todo el mundo el 8 de junio de 2021. Los antecedentes de la operación encubierta y su carácter transnacional se revelaron cuando la operación terminó. Se realizó un gran número de arrestos, incluidos presuntos miembros de la mafia italiana con sede en Australia, el crimen organizado albanés, bandas de motociclistas fuera de la ley, sindicatos de narcotraficantes y otros grupos delictivos. Más de 800 personas fueron arrestadas en 16 países.
En la Unión Europea, las detenciones se coordinaron a través de Europol. También se realizaron arrestos en el Reino Unido, aunque la Agencia Nacional contra el Crimen no estuvo dispuesta a proporcionar detalles sobre el número de detenidos. En Suecia, 155 personas fueron arrestadas como parte de la operación el 7 de junio. Según un informe del FBI, los paieses con más teléfonos ANOM fueron Países Bajos, España, Australia, y Serbia 
Solo en el Puerto de Algeciras, España
Las pruebas incautadas incluyeron casi 40 toneladas de drogas (más de 8 toneladas de cocaína, 22 toneladas de cannabis y resina de cannabis, 6 toneladas de precursores de drogas sintéticas, 2 toneladas de drogas sintéticas), 250 armas, 55 automóviles de lujo y más de $48 millones en varias monedas y criptomonedas. Solo en Australia, 224 personas fueron arrestadas por 526 cargos. En total, a lo largo de los tres años, más de 9.000 agentes de policía de 18 países participaron en la operación. El primer ministro australiano, Scott Morrison, dijo que la operación encubierta había «asestado un duro golpe contra el crimen organizado». Europol lo describió como «la mayor operación policial de la historia contra las comunicaciones cifradas».
En Nueva Zelanda, 35 personas fueron arrestadas enfrentando 900 cargos. La policía incautó $3,7 millones en activos, incluidos 14 vehículos, drogas, armas de fuego y más de 1 millón en efectivo.